# Lago Verde (Chile)
Lago Verde, é uma comuna do Chile, localizada a nordeste da Região de Aisén, na Província de Coihaique.
A comuna limita-se: a norte com Palena; a oeste com o Cisnes; a leste com a Argentina; e a sul com Coihaique.

## Etimologia
"Lago Verde" provêm do nome da principal localidade da comuna, visto que a mesma é dividida em quatro localidades: Lago Verde, Alto Río Cisnes, Villa La Tapera e Villa Amengual.